# فرانچسکو پائو
فرانچسکو پائو (ایتالیایی: Francesco Pau؛ زادهٔ فوریهٔ ۱۹۵۴) بازیگر اهل ایتالیا است.
از فیلم‌هایی که وی در آن نقش داشته‌است، می‌توان به ساتیریکون اشاره کرد.